# Нагорняк Віталій Володимирович
Віта́лій Володи́мирович Нагорня́к — старший сержант Збройних сил України, учасник російсько-української війни. Один із «кіборгів».

## Короткий життєпис
Закінчив дніпродзержинську ЗОШ, політехнічний технікум. У 1989—1991 роках — на строковій військовій службі. Працював у Дніпродзержинську на заводі «Азот», у Кривому Розі — «Криворіжмаркет», «Криворіжсталь». Закінчив Криворізький європейський університет, займався підприємницькою діяльністю.
Мобілізований на початку серпня 2014-го, командир відділення, 93-тя окрема механізована бригада.
17 січня 2015-го загинув у бою за Донецький аеропорт проти російських збройних формувань. Нагорняк вогнем з гранатомета стримував атаку терористів, врятувавши побратимів ціною власного життя. У бою загинув солдат Дмитро Фурдик — поцілив снайпер, коли він витягав пораненого вояка під обстрілом.
Вдома лишились дружина та діти. Похований 22 січня 2015-го в Кривому Розі. У місті оголошено жалобу через загибель Олександра Данюка та Віталя Нагорняка.

## Нагороди та вшанування
- Указом Президента України № 311/2015 від 4 червня 2015 року, «за особисту мужність і високий професіоналізм, виявлені у захисті державного суверенітету та територіальної цілісності України, вірність військовій присязі», нагороджений орденом «За мужність» III ступеня (посмертно)[1].
- Нагороджений відзнакою м. Кривий Ріг «За Заслуги перед містом» 3 ст. (посмертно).
- Нагороджений нагрудним знаком «За оборону Донецького аеропорту» (посмертно).
- Вшановується в меморіальному комплексі «Зала пам'яті», в щоденному ранковому церемоніалі 17 січня[2][3].